# Арешников Борис Андрійович
Борис Андрійович Арешников (20 жовтня 1922, Добрянка — 23 листопада 1998, м. Київ) — український науковець, біолог. Доктор біологічних наук (1976), професор (1989)

## Життєпис
Народився 20 жовтня 1922 року у селищі Добрянка (нині Чернігівського району Чернігівської області). Після закінчення середньої школи навчався у Краснодарському льотному військовому училищі. У 1951 році закінчив Білоцерківський сільськогосподарський інститут.
Працював молодшим науковим співробітником в Українському НДІ землеробства соціалістичного землеробства (нині Інститут землеробства НААН України, Київ, 1955–56), від 1956 — в Українському НДІ захисту рослин (нині Інститут захисту рослин НААН України).

## Наукова діяльність
Наукову діяльність присвятив захисту рослин від шкідників. Обґрунтував теоретичні положення про закономірності розмноження шкідників, розробив нові методичні підходи в екологічних дослідженнях, теоретично обґрунтував та розробив методи захисту озимої пшениці від комплексу шкідників (шкідлива черепашка, злакові попелиці, хлібний турун та ін.).

## Нагороди
- срібна медаль ВДНГ СРСР (1963);
- золота медаль ВДНГ СРСР (1974);
- орден «Знак Пошани» (1976).